# 内蔵若人
内蔵 若人（くら の わかひと、生没年不詳）は、奈良時代後期の貴族。姓は忌寸）。官位は従五位下・常陸員外介。

## 出自
漢氏系統の渡来氏族であり、阿知使主の子の都加使主を祖先とする。「内蔵」の名前は朝廷で皇室の財物を扱う内蔵の管掌者であったことに由来している。旧姓は直でのち忌寸、さらに宿禰。『新撰姓氏録』「右京諸蕃」によると、「坂上大宿禰同祖。都賀直四世孫東人直之後也」とある。

## 経歴
称徳朝の天平宝字8年（764年）10月、藤原仲麻呂の乱後の論功で、弓削耳高・田部男足・秦智麻呂・美努奥麻呂・秦伊波太気・大原家主・津真麻呂・雀部兄子・丈部不破麻呂・建部人上・桑原足床らとともに正六位上から外従五位下に叙せられている。さらに、弓削広方の後任の武蔵員外介になり、同年のうちに役職を長谷於保と交替するが、翌年、造伎楽長官に任じられる。その後、摂津亮に任じられたらしく、造由義大宮司次官を兼任するなど、称徳朝で順調に出世している。
光仁朝では、宝亀元年（770年）10月、常陸介巨勢公成の常陸員外介に任命され、翌年従五位下に叙爵された。

## 官歴
『続日本紀』による。
- 時期不詳：正六位上
- 天平宝字8年（764年）10月7日：外従五位下
- 神護景雲2年（768年）4月4日：武蔵員外介。閏6月3日：散位
- 神護景雲3年（769年）4月9日：造伎楽長官
- 時期不詳：摂津亮
- 神護景雲4年（770年）4月1日：造由義大宮司次官。宝亀元年10月23日：常陸員外介
- 宝亀2年（771年）11月25日：従五位下